# 長期停車場站
長期停車場站（：／ Janggi-juchajang yeok */?）是仁川机场磁悬浮线沿線的一座高架車站，位於韓國仁川廣域市中區雲西洞。

## 車站結構
站體為2面2線側式月台的高架車站，候車月台設有月台幕門。

### 月台配置
| 仁川國際機場1號航站樓 ↑ |
| \| 上                   |
| ↓ 行政大樓              |

| 月台 | 路線              | 目的地                    |
| ---- | ----------------- | ------------------------- |
| 上行 | ●仁川机场磁悬浮线 | 仁川國際機場1號航站樓方向 |
| 下行 | ●仁川机场磁悬浮线 | 龍遊方向                  |

## 歷史
- 2012年8月16日：站名確定為長期停車場站[1]。
- 2016年2月3日：落成啟用。

## 車站周邊
- 仁川國際機場第1客運大樓長期停車場

## 相鄰車站
仁川國際機場公社
●仁川机场磁悬浮线
仁川國際機場1號航站樓（M01）－長期停車場（M02）－行政大樓（M03）